# 聖地亞哥·埃斯皮納爾
桑提亞哥·羅曼·艾斯賓諾（英語：Santiago Roman Espinal，1994年11月13日—），為美國職棒大聯盟的內野手，目前效力於辛辛那提紅人。2016年美國職棒大聯盟選秀，他在第10輪被紅襪隊選走。

## 高中
艾斯賓諾在13歲前都住在多明尼加，之後搬到了美國。他先在佛羅里達讀了四年高中，隨後搬至紐約。高中畢業後，艾斯賓諾就讀於塞米諾爾佛州學院。後來他轉到邁阿密戴德學院，並加入該校的棒球隊。

## 職業生涯

### 波士頓紅襪
2016年美國職棒大聯盟選秀，艾斯賓諾在第10輪298順位被紅襪隊選走。2016年他在新人聯盟的打擊率為2成44，隔年他在1A的打擊率為2成80，並敲出4轟與46分打點。2018年，他成功升上高階1A。

### 多倫多藍鳥
2018年6月28日，紅襪將艾斯賓諾交易到藍鳥，換來史蒂夫·皮爾斯及現金。這年他在高階1A與2A的打擊率為2成97，並敲出10轟與60分打點。球季結束後，他繼續到亞利桑那球季聯盟打球。
2019年季中，艾斯賓諾升上3A。他整季的打擊率為2成87，並敲出7轟與71分打點。球季結束後，他被加進40人名單內。2020年7月25日，因為小聯盟賽事遇到疫情全面暫停，因此艾斯賓諾直接登上大聯盟。28日，他敲出大聯盟首安，整季他的打擊率為2成67，並打回6分打點。2021年7月3日，艾斯賓諾敲出大聯盟首轟。整季他的打擊率為3成11，並敲出2轟與17分打點。
2022年，球隊打算讓艾斯賓諾與卡凡·比吉歐兩人輪流擔任二壘手。後來比吉歐陷入大低潮，他在大聯盟23個打數僅敲出1支安打後被下放3A。這也讓艾斯賓諾獲得大量出賽機會。

## 外部連結
- 球員資訊和成績在MLB ，ESPN ，Baseball Reference ，Fangraphs ，The Baseball Cube （英文）